# Хорчин-Цзоичжунци
Хорчин-Цзоичжунци (кит. упр. 科尔沁左翼中旗, пиньинь Kē'ěrqìn Zuǒyì Zhōngqí) или сокращённо Кэцзочжун-Ци (кит. упр. 科左中旗, пиньинь KēZuǒZhōngqí) — хошун городского округа Тунляо автономного района Внутренняя Монголия (КНР). Название в переводе означает «Среднее знамя левого крыла хорчинов».

## История
Предки нынешнего населения этих мест жили между рекой Аргунь и озером Хулун. В XV веке они откочевали на восток, за Большой Хинган, и расселились вдоль реки Нэньцзян; возглавил их потомок в 15-м поколении Джочи-Хасара, и потому они стали известны как «хорчины» («стрелки из лука»). Потом часть хорчинов откочевала на юг, расселившись по обширной территории.
Когда в XVII веке южные монголы покорились маньчжурам, те ввели среди монголов «знамённую» систему, и местные земли были объединены в «знамя» (по-монгольски — «хошун») Хорчин-Цзоичжунци.
После Синьхайской революции хошун был подчинён Специальному административному району Жэхэ (热河特别行政区), в 1928 году преобразованного в провинцию Жэхэ. В 1933 году провинция Жэхэ была оккупирована японцами, которые передали её в состав марионеточного государства Маньчжоу-го; в Маньчжоу-го эти земли вошли в состав провинции Синъань. Власти Маньчжоу-го переименовали хошун в Дункэ-Чжунци (东科中旗, «Среднее знамя восточных хорчинов»).
После Второй мировой войны эти земли стали ареной борьбы между коммунистами и гоминьдановцами. В 1949 году они вошли в состав аймака Джирим (哲里木盟) Автономного района Внутренняя Монголия, при этом хошуну было возвращено историческое название. В 1969 году аймак был передан в состав провинции Гирин; в 1979 году возвращён в состав Автономного района Внутренняя Монголия. Постановлением Госсовета КНР от 13 января 1999 года аймак Джирим был преобразован в городской округ Тунляо.

## Экономика
На территории хошуна много плодородных почв и поэтому здесь выращивают множество разных культур, например, кукурузу, сою, подсолнечники, пшеницу, сорго, рис, арахис и других сельскохозяйственные продукты. Подсолнечника зачастую идет на экспорт в Западную Европу. Развито и животноводство. Местное поголовье крупного рогатого скота составляет 200 000, овец до 40 миллионов и более 500 000 свиней.
Здесь так же имеются запасы нефти, газа и угля. Так, запасы угля оцениваются в 53 560 тысяч тонн. Территория леса в хошуне составляет около 300 га.

## Административное деление
Хошун Хорчин-Цзоичжунци делится на 11 посёлков, 1 волость и 5 сомонов.